# Velburg
Velburg er en by i Landkreis Neumarkt in der Oberpfalz i Oberpfalz i den tyske delstat Bayern.

## Geografi
Byen er beliggende i 500 meters højde.

## Historie
Byen blev grundlagt i 1200-tallet.
I den østlige del af byen ligger Borgruinen Velburg, som første gang nævnes i 1129.

## Politik

### Borgmester
- 1. Bürgermeister Bernhard Kraus (CSU)
- 2. Bürgermeister Klemens Meyer (CSU)
- 3. Bürgermeister Peter Winter (CSU)

### Byrådet
Byrådet har 20 medlemmer.
- CSU 11 pladser
- Uafhængige 1 plads
- SPD 1 plads
- Green 1 plads
- Uden politisk parti 6 pladser

(Status: Kommunalvalget 2008)

## Kultur & Seværdigheder
- Wikimedia Commons har flere filer relateret til Velburg
- Ruinerne af Helfenberg
- Valfartskirken St. Wolfgang, gotisk kirke
- Borgernes Festival, i slutningen af juli og begyndelsen af august.